# Dendrobium hellerianum
Dendrobium hellerianum là một loài thực vật có hoa trong họ Lan. Loài này được A.D.Hawkes mô tả khoa học đầu tiên năm 1957.